# Аня Тейлор-Джой
Áня Джозефíна Мері Тéйлор-Джóй (англ. Anya Josephine Marie Taylor-Joy; нар. 16 квітня 1996, Маямі, Флорида, США) — британсько-американська акторка та модель. Лауреатка премії «Золотий глобус» і Гільдії кіноакторів США, номінації на кінопремію BAFTA та прайм-тайм премію «Еммі».
Після невеликих телевізійних ролей досягла успіху завдяки головній ролі у знаному фільмі жахів «Відьма» (2015). Знялася у фільмі жахів «Спліт» (2016), його продовженні «Скло» (2019) і чорній комедії «Чистокровні» (2017), а також отримала Трофей Шопар на Каннському кінофестивалі 2017 року. З'явилася у п'ятому та шостому сезонах телевізійної кримінальної драми «Гострі картузи» (2019—2022) і зіграла Емму Вудгауз у драмі «Емма» (2020), яка принесла їй номінацію на «Золотий глобус».
У 2020 році роль геніальної шахістки Бет Гармон у мінісеріалі Netflix «Ферзевий гамбіт» принесла акторці всесвітнє визнання, а також «Золотий глобус» і премію Гільдії кіноакторів і номінацію на прайм-тайм премію «Еммі». Відтоді Тейлор-Джой знялася у низці фільмів: «Минулої ночі у Сохо» (2021), «Варяг» (2022), «Меню» (2022), «Фуріоза: Шалений Макс. Сага» (2024) та «Ущелина» (2025).

## Біографія
Народилася 16 квітня 1996 року в Маямі, штат Флорида, в родині Денніса Алана Тейлора, колишнього банкіра, та Дженніфер Марини Джой, психологині. Її батько — аргентинець англійського та шотландського походження, син батька — британця та матері — англо-аргентинки. Її мати народилася в Замбії у родині англійського дипломата Девіда Джоя й іспанки з Барселони. Завдяки місцю народження вона має американське громадянство відповідно до закону про право ґрунту. Вона наймолодша з шести дітей, четверо з яких від попереднього шлюбу її батька.
Жила з сім'єю в Буенос-Айресі, де до 6 років навчалася у місцевій школі, потім сім'я переїхала в район Вікторія у Лондоні. Вільно володіє іспанською й англійською мовами. Для Тейлор-Джой переїзд став травматичним і спочатку вона відмовилася вивчати англійську в надії повернутися до Аргентини.

Навчалася у міжнародній молодшій школі Hill House, а потім у Queen's Gate School, беручи участь у шкільних постановках. У школі мала соціальні труднощі:
Я справді відчувала, що нікуди не вписуюся. Я була надто англійкою, щоб бути аргентинкою, надто аргентинкою, щоб бути англійкою, надто американкою, щоб бути кимось... Діти просто не розуміли мене ні в якому вигляді... Мене замикали в шафках.
До 15 років Тейлор-Джой опановувала балет. У 17 років її помітила модельна агенція Storm Management Сари Дукас. Вона підписала контракт за умови, що це не зашкодить її акторській кар'єрі. Під час знімання реклами телевізійного серіалу «Абатство Даунтон», від якого вона майже відмовилася, оскільки готувалася до іспитів GCSE, актор Аллен Ліч почув, як Тейлор-Джой декламувала вірш Шеймаса Гіні «Digging». Згодом він познайомив її зі своїм агентом, з яким вона підписала контракт як акторка.

## Кар'єра

### 2013—2019: ранні роботи та прорив
Дебютувала у фентезійній комедії жахів «Академія вампірів» 2014 року, але її вирізали з остаточного монтажу і не згадали в титрах. Вперше на телебаченні з'явилася в ролі Філіппи Коллінз-Девідсон в епізоді детективного драматичного серіалу «Індевор», після чого отримала роль у фантастично-пригодницькому драматичному серіалі «Атлантида» 2015 року.
Того ж року з'явилася у головній ролі у фільмі жахів Роберта Еґґерса «Відьма» про пуританську сім'ю, яка стикається з силами зла в лісі неподалік їхньої ферми в Новій Англії. Прем'єра відбулась на кінофестивалі «Санденс» 2015 року й отримала схвальні відгуки критиків. Ця роль стала її проривом. За неї акторка виграла премії «Готем» за прорив та «Імперія» за найкращу жіночу роль.
Наступного року Тейлор-Джой знялася в науково-фантастичному фільмі жахів Люка Скотта «Морган», де зіграла головну роль. Стрічка отримала негативні відгуки та стала комерційним провалом, але Джон Серба з Booth Michigan написав, що «Тейлор-Джой обеззброює своєю грою, яка гостро хитається між невинністю маленької дівчинки та злобністю мертвих очей». Потім вона з'явилася у драматичному фільмі «Баррі» про молодого Барака Обаму під час його першого року навчання в Колумбійському університеті у 1981 році; прем'єра відбулася на Міжнародному кінофестивалі у Торонто 2016 року. З'явилася в музичному кліпі реміксу Skrillex на пісню GTA «Red Lips».
У 2016 році зіграла разом з Джеймсом Макевоєм у фільмі М. Найта Ш'ямалана «Спліт» у ролі підлітки Кейсі Кук, яку викрав чоловік з множинною особистістю (Макевой). Стрічка мала комерційний успіх, зібравши 278,5 мільйонів доларів з бюджетом у 9 мільйонів доларів. Наступним її фільмом став режисерський дебют Корі Фінлі «Чистокровні» з Олівією Кук й Антоном Єльчіним, для якого це була остання роль. Тейлор-Джой зіграла Лілі, ученицю середньої школи, яка задумала вбити свого вітчима за контрактом із торговцем наркотиками. Прем'єра відбулася на кінофестивалі «Санденс» 2017 року. Девід Ерліх з IndieWire назвав її роль «гіпнотичною».

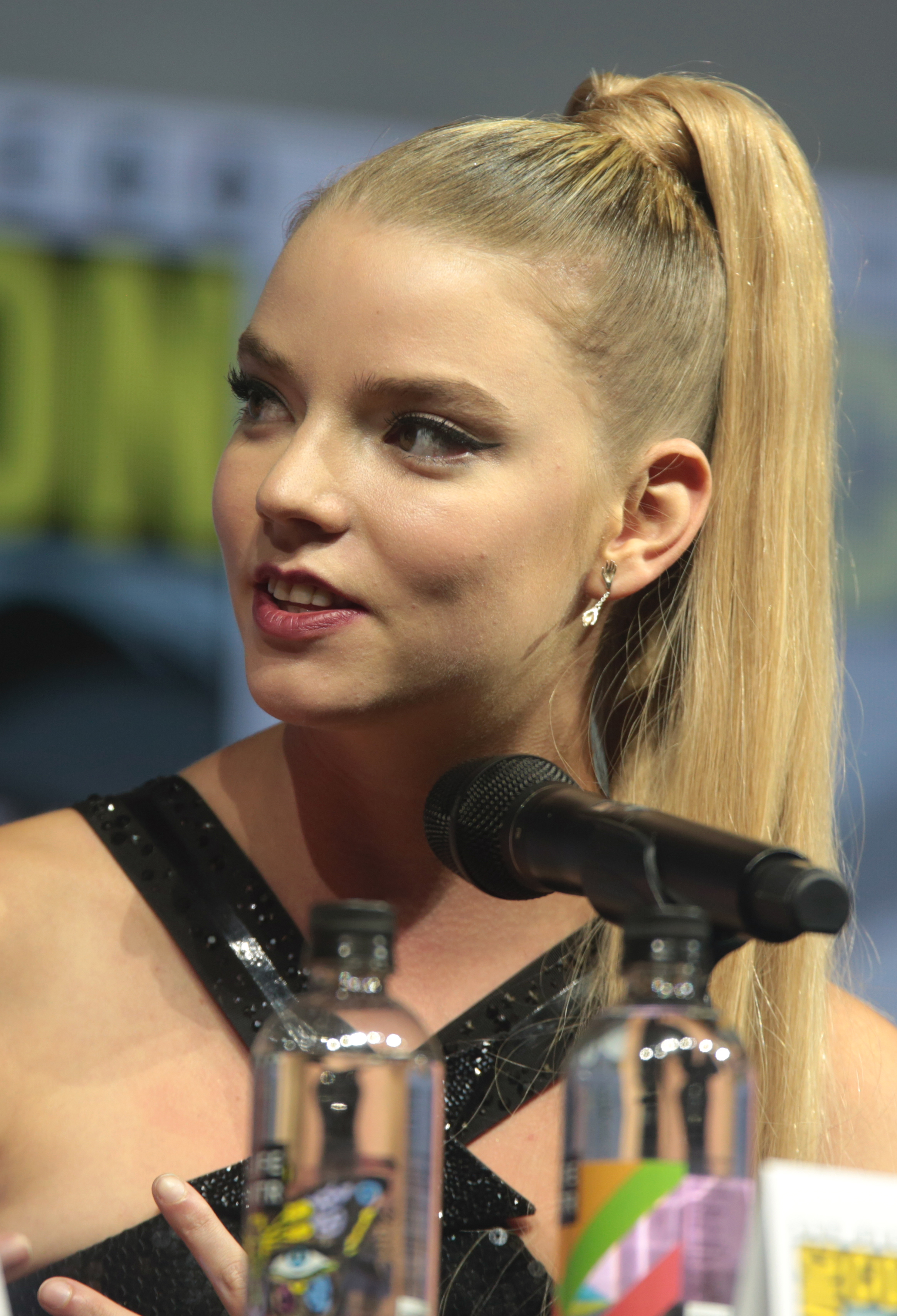
На Comic-Con у Сан-Дієго, 2018

Того ж року за її участю вийшов детективний фільм жахів Серхіо Г. Санчеса «Обитель тіней». Таша Робінсон з The Verge написала, що Тейлор-Джой привнесла «сором'язливу, привабливу теплоту» до непослідовної персонажки. Тейлор-Джой була номінована в категорії «Зірка, що сходить» премії BAFTA і стала лавреаткою Трофея Шопар на Каннському кінофестивалі. У грудні 2017 року зіграла Петронеллу Ортман у драматичному мінісеріалі BBC One «Мініатюрист», заснованому на однойменному романі Джессі Бертон.
Повторила свою роль Кейсі Кук в останньому фільмі «Скло» трилогії «Невразливий». Стрічка стала комерційним успіхом, зібравши 247 мільйонів доларів в усьому світі. Того ж року вона знялася в документальному фільмі «З любов'ю, Антоша» про життя та кар'єру її покійного колеги Антона Єльчина; і в кліпі Hozier на пісню «Dinner & Diatribes». Наступні два її фільми 2019 року — анімаційна музично-пригодницька стрічка «Playmobil: Фільм» і біографічна драма «Небезпечний елемент», зазнали комерційного провалу. Також озвучила Брі у фантастичному серіалі «Темний кристал: Доба опору». 2019 року вона зіграла головну роль Джини Ґрей у кримінальному драматичному серіалі BBC One «Гострі картузи».

### 2020— донині: головний успіх
У 2020 році Тейлор-Джой зіграла роль Емми Вудгауз у режисерському дебюті Отем де Вайлд «Емма», адаптації однойменного роману Джейн Остін 1815 року. Рецензуючи фільм, Пітер Треверс з «Rolling Stone» назвав Тейлор-Джой «осліплюючою». Критик «Ґардіан» Марк Кермод написав, що акторка створила «привабливо колючу персонажку, яка менш симпатична, ніж деякі з її екранних попередниць, і тим ліпше для неї». За свою гру вона отримала номінацію на премію «Золотий глобус». Також зіграла Ілляну Распутіну / Меджик, російську мутантку та чарівницю, у супергеройському фільмі жахів «Нові мутанти». Спочатку планувалося випустити його у квітні 2018 року, але через затримку прокат розпочався у 2020 році.
Знялася у мінісеріалі Netflix «Ферзевий гамбіт» у ролі Бет Гармон, осиротілу геніальну шахістку, яка піднялась на вершину шахового світу, борючись із залежністю від наркотиків й алкоголю. Серіал і її гра отримали широке визнання критики. Компанія оголосила, що за перші 28 днів показу його переглянули 62 мільйони передплатників. Керолайн Фрамке з «Вараєті» вважала її «настільки магнетичною, що коли вона дивиться в об'єктив камери, її блискучий пильний погляд загрожує вирватися». Гра Тейлор-Джой принесла їй премію «Золотий глобус» за найкращу жіночу роль у мінісеріалі чи телевізійному фільмі та премію Гільдії кіноакторів за найкращу жіночу роль у мінісеріалі чи телевізійному фільмі та номінацію на премію «Еммі» за найкращу головну жіночу роль у мінісеріалі або серіалі-антології, або телефільмі.

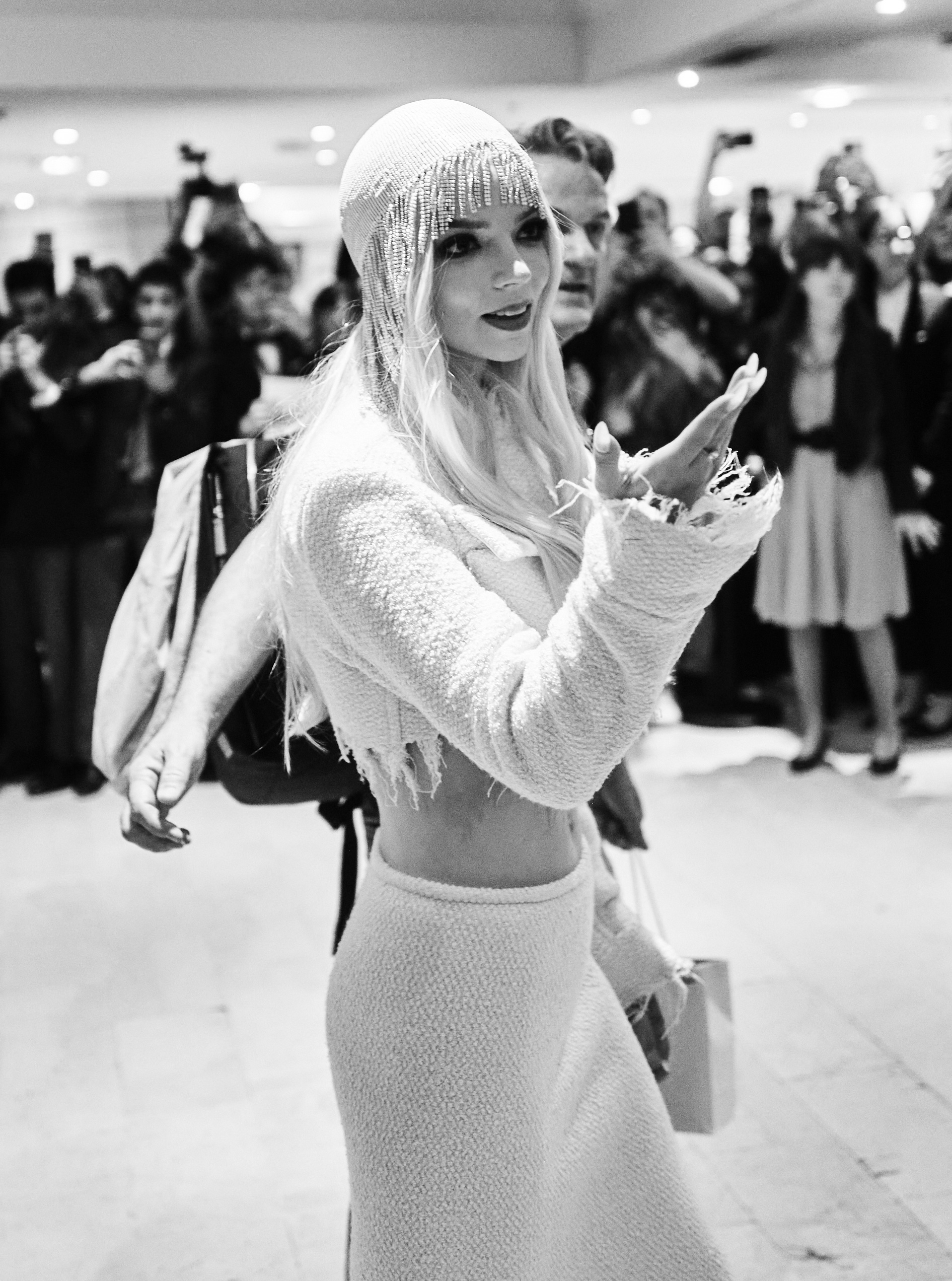
На Каннському кінофестивалі, травень 2024 року

У 2020 році з'явилася у драматичному фільмі «Дублінські бешкетники», знятому режисером Овеном Макеном за мотивами однойменного роману Роба Дойла. У 2021 році вона знялася в психологічному фільмі жахів Едгара Райта «Минулої ночі у Сохо». У фільмі вона виконала пісню «Downtown» Петули Кларк; також вийшло музичне відео з виконанням Тейлор-Джой. Джо Моргенстерн з «Волл-стріт джорнел» підкреслив «сліпуче відчуття мети» в її образі. Того ж року її включили у список Time 100 журналу «Тайм».
У 2022 році Тейлор-Джой возз'єдналася з режисером «Відьми» Робертом Еґґерсом для виконання головної ролі разом з Александром Скашґордом в історичній епопеї «Варяг». Оснований на старовинній скандинавській легенді про Амлет, фільм описувався як «сага про помсту вікінгів, дія якої відбувається в Ісландії на зламі століть». Стрічка отримала схвальні відгуки. Потім Тейлор-Джой з'явилася в комедії Девіда Рассела «Амстердам», яка отримала неоднозначні відгуки та провалилася в прокаті. У тому ж році вийшов комедійний трилер Марка Майлода «Меню», в якому Тейлор-Джой зіграла разом з Ніколасом Голтом і Рейфом Файнзом. Фільм отримав переважно позитивні відгуки, а її гра принесла номінацію на премію «Золотий глобус». Наступного року Тейлор-Джой озвучила роль принцеси Піч в анімаційному фільмі «Брати Супер Маріо в кіно».
Тейлор-Джой розпочала 2024 рік епізодичною роллю Алії Атрід у фільмі Дені Вільнева «Дюна: Частина друга» — її участь спочатку трималася в таємниці та не оголошувалась, доки вона не вийшла на червону доріжку на прем'єрі фільму у Лондоні 15 лютого. Вільнев зауважив, що «довелося багато працювати, щоб зберегти цю таємницю. Кожен підписався своєю кров'ю». Вона зіграла головну роль Фуріози у бойовику Джорджа Міллера «Фуріоза: Шалений Макс. Сага», приквелі до фільму «Шалений Макс: Дорога гніву» 2015 року. У 2025 році зіграла з Майлзом Теллером у романтичному бойовику Скотта Дерріксона «Ущелина».

## Особисте життя
Тейлор-Джой почала стосунки з американським музикантом Малкольмом Макреєм, фронтменом рок-гурту «More», у 2021 році. Вони одружилися в останні вихідні вересня 2023 року в Palazzo Pisani Moretta у Венеції, Італія. Церемонія відбулася за рік після повідомлень у низці ЗМІ, що пара вже провела тихе приватне весілля в будівлі суду в США, і з того часу вона представляла його як свого чоловіка.

## Фільмографія

### Фільми
| Рік  |     | Українська назва      | Оригінальна назва           | Роль                     |
| ---- | --- | --------------------- | --------------------------- | ------------------------ |
| 2014 | ф   | Академія вампірів     | Vampire Academy             | дівчина                  |
| 2015 | ф   | Відьма                | The Witch                   | Томасін                  |
| 2016 | ф   | Морган                | Morgan                      | Морган                   |
| 2016 | ф   | Баррі                 | Barry                       | Шарлотт                  |
| 2016 | ф   | Спліт                 | Split                       | Кейсі Кук                |
| 2017 | ф   | Оселя тіней           | Marrowbone                  | Еллі                     |
| 2017 | ф   | Чистокровний          | Thoroughbred                | Лілі                     |
| 2018 | кф  | Кроссмаглен           | Crossmaglen                 | Ана                      |
| 2019 | ф   | Скло                  | Glass                       | Кейсі Кук                |
| 2019 | док |                       | Love, Antosha               | у ролі самої себе        |
| 2019 | ф   |                       | Playmobil: The Movie        | Марла Бреннер (голос)    |
| 2019 | ф   | Радіоактивний         | Radioactive                 | Ірен Жоліо-Кюрі          |
| 2020 | ф   | Емма                  | Emma                        | Емма Вудхаус             |
| 2020 | ф   | Дублінські дебошири   | Here Are the Young Men      | Джен                     |
| 2020 | ф   | Нові мутанти          | The New Mutants             | Ільяна Распутін / Меджік |
| 2021 | ф   | Минулої ночі у Сохо   | Last Night in Soho          | Сенді                    |
| 2022 | ф   | Варяг                 | The Northman                | Ольга                    |
| 2022 | ф   | Меню                  | The Menu                    | Марго                    |
| 2022 | ф   | Амстердам             | Amsterdam                   | Ліббі Воз                |
| 2023 | мф  | Супербрати Маріо      | Super Mario Bros: The Movie | Принцеса Піч (голос)     |
| 2024 | ф   | Дюна: Частина друга   | Dune: Part Two              | Алія Атрід               |
| 2024 | ф   | Шалений Макс: Фуріоса | Furiosa                     | Фуріоса                  |
| 2025 | ф   | Ущелина               | The Gorge                   | Драса                    |
|      | ф   | Жертвопринесення      | Sacrifice                   | Джоан                    |

### Телебачення
| Рік       |    | Українська назва                  | Оригінальна назва                   | Роль                    |
| --------- | -- | --------------------------------- | ----------------------------------- | ----------------------- |
| 2014      | с  | Індевор                           | Endeavour                           | Філіппа Колінз-Девідсон |
| 2015      | тф |                                   | Viking Quest                        | Мані                    |
| 2015      | с  | Атлантида                         | Atlantis                            | Кассандра               |
| 2017      | с  | Мінітюарист                       | The Miniaturist                     | Петронелла Оортман      |
| 2019—2022 | с  | Гострі картузи                    | Peaky Blinders                      | Джина Грей              |
| 2019      | с  | Темний кристал: Доба спротиву     | The Dark Crystal: Age of Resistance | Бреа (голос)            |
| 2020      | с  | Ферзевий гамбіт                   | The Queen's Gambit                  | Елізабет Гармон         |
| 2021      | с  | Суботнього вечора в прямому ефірі | Saturday Night Live                 | у ролі самої себе       |

## Номінації та нагороди
- 2016 — нагорода Премія «Готем» у номінації «Найкращий новий актор» за роль у фільмі «Відьма».
- 2017 — «Трофей Шопар» на 70-му Каннському міжнародному кінофестивалі[84].

## Виноски
1. ↑  Тейлор-Джой має подвійне громадянство Великої Британії та США, народилася в Маямі від аргентинсько-британського батька та британсько-іспанської матері та росла в Аргентині та Великій Британії. Джерела сперечаються щодо того, чи є вона також громадянкою Аргентини чи законним постійним жителем Аргентини без громадянства.[6][7]